# Psittinus cyanurus
El lorito dorsiazul (Psittinus cyanurus) es una especie de ave psitaciforme de la familia Psittaculidae que vive en el sudeste asiático, distribuido por la península malaya,  Sumatra, Borneo y las islas menores cercanas. Se trata de un pequeño loro (18 cm) y es casi en su totalidad verde con coberteras alares brillantes rojas, un parche del hombro rojizo y márgenes amarillentos en las cubiertas de las alas. Tiene un dimorfismo sexual. La hembra tiene una cabeza gris-marrón. El macho tiene un manto negro, mandíbula superior roja, mientras su cabeza y la cola son azules.
Es el único miembro del género Psittinus.
Existen tres subespecies:
- P. c. cyanurus: Birmania, Tailandia, Malasia, Singapur, Borneo, Sumatra.
- P. c. pontius: Islas Mentawai al sur de Siberut. Es más grande en tamaño que la subespecie nominal.
- P. c. abbottii: Simeulue. En el macho la cabeza es verde, excepto alrededor de los ojos y las orejas, el manto negro pequeño. Es incluso más grande que P. c. pontius en tamaño.

Se encuentra en los bosques de tierras bajas, generalmente por debajo de 700 m, en los bosques densos, bosques abiertos, huertos y plantaciones, manglares, matorrales densos y cocoteros. Permanece en bandadas de hasta 20 aves. Se alimentan de semillas, frutas y flores.